# 브라얀 페레아
브라얀 안드레스 페레아 바르가스(스페인어: Brayan Andrés Perea Vargas, 1993년 2월 25일 ~ )는 엘 코코(El Coco)라는 별칭을 가진 콜롬비아의 축구 선수이다.

## 수상
콜롬비아
- CONMEBOL U-20 축구 선수권 대회: 2013